# Rhein II
Rhein II é uma fotografia colorida feita pelo artista visual alemão Andreas Gursky em 1999. Na imagem, um rio (o Reno, na Alemanha) flui horizontalmente no campo de visão, entre campos verdes planos, sob um céu nublado. Detalhes estranhos, como passeadores de cães e a uma construção de fábrica, foram removidos pelo artista usando edição digital.
No dia 8 de novembro de 2011, uma impressão foi leiloada, na Casa Christie's de Nova York, por US$ 4.338.500, tornando-se a fotografia mais cara já vendida.

## Produção
A fotografia foi produzida como a segunda (e maior) de um conjunto de seis representando o rio Reno. Na imagem, o Reno flui horizontalmente no campo de visão, entre campos verdes planos, sob um céu nublado. Foi tirada perto de Düsseldorf, em um local que Gursky havia fotografado anteriormente em 1996. Insatisfeito com sua imagem anterior, Gursky "pensou se deveria talvez mudar meu ponto de vista ... No final decidi digitalizar as fotos e deixar de fora os elementos que me incomodavam".
Detalhes estranhos, como passeadores de cães e um prédio de uma fábrica, foram removidos pelo artista por meio de edição digital. Justificando esta manipulação da imagem, Gursky disse "Paradoxalmente, esta vista do Reno não pode ser obtida in situ (que está em seu lugar natural), uma construção fictícia foi necessária para fornecer uma imagem precisa de um rio moderno." Gursky produziu uma grande impressão cromogênica colorida da fotografia, montou-a sobre vidro acrílico e, em seguida, colocou-a em uma moldura. A imagem em si mede 73 por 143 polegadas (190 cm × 360 cm), enquanto a moldura mede 81 por 151 polegadas (210 cm × 380 cm).

## Recepção e venda
A obra foi originalmente adquirida pela Galeria Monika Sprüth em Colônia, e posteriormente comprada por um colecionador alemão anônimo. O colecionador vendeu a impressão em leilão na Christie's de Nova York em 8 de novembro de 2011, estimando que ela alcançaria um preço de US$ 2,5-3,5 milhões. Contudo, foi vendida por US$ 4.338.500; a identidade do comprador não foi revelada.
O trabalho foi descrito pela escritora de artes Florence Waters no The Daily Telegraph como uma "vibrante, bela e memorável - devo dizer inesquecível - reviravolta contemporânea [...] na paisagem romântica"  e pelo jornalista Maev Kennedy no The Guardian como "uma imagem lamacenta do Reno cinza sob céus cinzentos".

## Coleções públicas
A quinta impressão de Gursky da fotografia, que é idêntica, mas ligeiramente menor com 156,4 cm x 308,3 cm (61,6 x 121,4 pol.), foi adquirida no ano 2000 pela Tate, um grupo britânico de museus de arte. Permanece em sua coleção, mas não está em exibição pública. Uma outra cópia do mesmo tamanho está em propriedade do Museu de Arte Moderna, em Nova Iorque; também não está em exibição pública.